# نظام الحواسيب المصغرة الروسي
نظام الحاسبات المصغرة الروسي (СМ ЭВМ ، اختصار لـ Система Малых ЭВМ - حرفياً نظام الحواسيب الصغيرة) هي عدة أنواع من الحواسيب الصغيرة السوفيتية و Comecon المنتجة من 1975 حتى 1980.
معظم أنواع نظام الحواسيب المصغرة الروسي هي نسخ من ديجيتال إكوبمينت PDP-11 و VAX. SM-1 و SM-2 هما نسختان من حواسيب هيوليت-باكارد الصغيرة.
أنظمة التشغيل الشائعة لاستنساخ PDP-11 هي إصدارات مترجمة من RSX-11 (ОС РВ) للموديلات ذات المواصفات الأعلى و RT-11 (РАФОС ، ФОДОС) لنماذج المواصفات الأقل. يتوفر أيضًا لاستنساخ PDP-11 المتطور موس ، وهو نسخة من يونكس.